# A ovelha e os cavalos
A ovelha e os cavalos é um texto escrito com uma versão reconstruída da língua protoindo-europeia (PIE) e publicado por August Schleicher em 1868, tornando-o o primeiro acadêmico a escrever um texto em PIE. A fábula é intitulada Avis akvāsas ka (lit.  "A ovelha e os cavalos"). Mais tarde, diversos acadêmicos publicaram versões revisadas do texto com base em novas evidências e estudos sobre a apresentação e pronúncia de PIE. Estas revisões servem como uma ilustração das mudanças significativas no campo da reconstrução da língua nos séculos que se seguiram.
A primeira revisão da fábula de Schleicher foi feita por Hermann Hirt e publicada em 1939. Uma segunda revisão foi publicada por Winfred Lehmann e Ladislav Zgusta em 1979. Outra versão, por Douglas Q. Adams, foi incluída na Encyclopedia of Indo-European Culture. Em 2007, Frederik Kortlandt publicou outra versão em sua página na internet.

## Texto

### Schleicher (1868)
Avis akvāsas ka.
Avis, jasmin varnā na ā ast, dadarka akvams, tam, vāgham garum vaghantam, tam, bhāram magham, tam, manum āku bharantam. Avis akvabhjams ā vavakat: kard aghnutai mai vidanti manum akvams agantam.
Akvāsas ā vavakant: krudhi avai, kard aghnutai vividvant-svas: manus patis varnām avisāms karnauti svabhjam gharmam vastram avibhjams ka varnā na asti.
Tat kukruvants avis agram ā bhugat.

#### Tradução de Schleicher para o alemão
[Das] schaf und [die] rosse.
[Ein] schaf, [auf] welchem wolle nicht war (ein geschorenes schaf) sah rosse, das [einen] schweren wagen fahrend, das [eine] große last, das [einen] menschen schnell tragend. [Das] schaf sprach [zu den] rossen: [Das] herz wird beengt [in] mir (es thut mir herzlich leid), sehend [den] menschen [die] rosse treibend.
[Die] rosse sprachen: Höre schaf, [das] herz wird beengt [in den] gesehen-habenden (es thut uns herzlich leid, da wir wissen): [der] mensch, [der] herr macht [die] wolle [der] schafe [zu einem] warmen kleide [für] sich und [den] schafen ist nicht wolle (die schafe aber haben keine wolle mehr, sie werden geschoren; es geht ihnen noch schlechter als den rossen).
Dies gehört-habend bog (entwich) [das] schaf [auf das] feld (es machte sich aus dem staube).

#### Tradução para o inglês
The sheep and the horses
A sheep that had no wool saw horses, one of the pulling a heavy wagon, one carrying a big load, and one carrying a man quickly. The sheep said to the horses: "My heart pains me, seeing a man driving horses".
The horses said: "Listen, sheep, our hearts pain us when we see this: a man, the master, makes the wool of the sheep into a warm garment for himself. And the sheep has no wool".
Having heard this, the sheep fled into the plain.

#### Tradução livre para o português
A ovelha e os cavalos
Uma ovelha tosquiada viu três cavalos: dois levavam, respectivamente, um carro pesado e uma enorme carga e o terceiro transportava um homem, à velocidade. Disse a ovelha aos cavalos: "Estou penalizada por ver o homem forçar os cavalos a andar."
Responderam eles: "Pois ouve aqui, ovelha, nós sentimos que o poderoso homem faça para si uma roupa quente com a lã das ovelhas, enquanto elas não a têm".

Tendo ouvido isso, a ovelha escapuliu no campo.

#### Tradução literal para o português
(A) ovelha e (os) cavalos
(Uma) ovelha, (na) qual não existia lã, viu cavalos: aquele (um deles) conduzindo (um) carro pesado, aquele (outro), (uma) grande carga, (e) aquele (um terceiro) levando (um) homem velozmente. (A) ovelha disse a(os) cavalos: (o) coração está apertado em mim (que estou) vendo (o) homem (impelindo) fazendo andar (os) cavalos.
(Os) cavalos disseram: "Escuta, ovelha, (o) coração está apertado nos que vêem (têm conhecimento): (o) homem, poderoso, faz (a) lã (das) ovelhas para (uma) roupa quente para si e para (as) ovelhas não existe lã.

Isso tendo ouvido, (a) ovelha fugiu (para o) campo.

### Hirt (1939)
Owis ek'wōses-kʷe
Owis, jesmin wᵇlənā ne ēst, dedork'e ek'wons, tom, woghom gʷᵇrum weghontm̥, tom, bhorom megam, tom, gh'ьmonm̥ ōk'u bherontm̥. Owis ek'womos ewьwekʷet: k'ērd aghnutai moi widontei gh'ᵇmonm̥ ek’wons ag'ontm̥.
Ek'wōses ewᵇwekʷont: kl'udhi, owei!, k'ērd aghnutai widontmos: gh'ᵇmo, potis, wᵇlənām owjôm kʷr̥neuti sebhoi ghʷermom westrom; owimos-kʷe wᵇlənā ne esti.
Tod k'ek'ruwos owis ag'rom ebhuget.

### Lehmann e Zgusta (1979)
Owis eḱwōskʷe
Gʷərēi owis, kʷesjo wl̥hnā ne ēst, ek̂wōns espek̂et, oinom ghe gʷr̥um woĝhom weĝhontm̥, oinomkʷe meǵam bhorom, oinomkʷe ĝhm̥enm̥ ōk̂u bherontm̥. Owis nu ek̂wobh(y)os (ek̂womos) ewewkʷet: "k̂ēr aghnutoi moi ek̂wōns aĝontm̥ nerm̥ widn̥tei".
Eḱwōs tu ewewkʷont: "k̂ludhi, owei, k̂ēr ghe aghnutoi n̥smei widn̥tbh(y)os (widn̥tmos): nēr, potis, owiōm r̥ wl̥hnām sebhi gʷhermom westrom kʷrn̥euti. Neǵhi owiōm wl̥hnā esti".
Tod k̂ek̂luwōs owis aĝrom ebhuget.

### Danka (1986)
Owis ek'woi kʷe
Owis, jesmin wl̥nā ne ēst, dedork'e ek'wons woghom gʷr̥um weghontn̥s - bhorom meg'əm, monum ōk'u bherontn̥s. Owis ek'wobhos eweukʷet: K'erd aghnutai moi widn̥tei g'hm̥onm̥ ek'wons ag'ontm̥.
Ek'woi eweukʷont: K'ludhi, owi, k'erd aghnutai dedr̥k'usbhos: monus potis wl̥nām owiōm temneti: sebhei ghʷermom westrom - owibhos kʷe wl̥nā ne esti.
Tod k'ek'luwōs owis ag'rom ebhuget.

### Adams (1997)
H₂óu̯is h₁ék̂u̯ōs-kʷe
Gʷr̥hₓḗi h₂óu̯is, kʷési̯o u̯lh₂néh₄ ne (h₁é) est, h₁ék̂u̯ons spék̂et, h₁oinom ghe gʷr̥hₓúm u̯óĝhom u̯éĝhontm̥ h₁oinom-kʷe méĝhₐm bhórom, h₁oinom-kʷe ĝhménm̥ hₓṓk̂u bhérontm̥. h₂óu̯is tu h₁ek̂u̯oibh(i̯)os u̯eukʷét: 'k̂ḗr hₐeghnutór moi h₁ék̂u̯ons hₐéĝontm̥ hₐnérm̥ u̯idn̥téi.
h₁ék̂u̯ōs tu u̯eukʷónt: 'k̂ludhí, h₂óu̯ei, k̂ḗr ghe hₐeghnutór n̥sméi u̯idn̥tbh(i̯)ós. hₐnḗr, pótis, h₂éu̯i̯om r̥ u̯l̥h₂néhₐm sebhi kʷr̥néuti nu gʷhérmom u̯éstrom néĝhi h₂éu̯i̯om u̯l̥h₂néhₐ h₁ésti.'
Tód k̂ek̂luu̯ṓs h₂óu̯is hₐéĝrom bhugét.

### Lühr (2008)
h₂ówis h₁ék’wōskʷe
h₂ówis, (H)jésmin h₂wlh₂néh₂ ne éh₁est, dedork'e (h₁)ék'wons, tóm, wóg'ʰom gʷérh₂um wég'ʰontm, tóm, bʰórom még'oh₂m, tóm, dʰg'ʰémonm h₂oHk'ú bʰérontm. h₂ówis (h₁)ék'wobʰos ewewkʷe(t): k'ḗrd h₂gʰnutoj moj widntéj dʰg'ʰmónm (h₁)ék'wons h₂ég'ontm.
(h₁)ék'wōs ewewkʷ: k'ludʰí, h₂ówi! k'ḗrd h₂gʰnutoj widntbʰós: dʰg'ʰémō(n), pótis, h₂wlnéh₂m h₂ówjom kʷnewti sébʰoj gʷʰérmom wéstrom; h₂éwibʰoskʷe h₂wlh₂néh₂ né h₁esti.
Tód k'ek'luwṓs h₂ówis h₂ég'rom ebʰuge(t).

### Voyles e Barrack (2009)
Owis eḱwōs kʷe
Owis, jāi wl̥nā ne eest, dedorḱe eḱwons, tom woǵʰom gʷr̥um weǵʰontm̥, tom bʰorom meǵm̥, tom ǵʰm̥onm̥ ōku bʰerontm̥. Owis eḱwobʰjos eweket: "Ḱerd angʰetai moi widontei ǵʰm̥onm̥ eḱwons aǵontm̥".
Eḱwos wewekur: "Ḱludʰe, owei! Ḱerd angʰetai widontbʰjos: ǵʰm̥on, potis, wl̥nam owijōm kʷr̥neti soi gʷʰermom westrom; owibʰjos kʷe wl̥nā ne esti".
Tod ḱeḱlōts owis aǵrom ebʰuget.

### Kortlandt (2007)
ʕʷeuis ʔiḱ:ueskʷ:e
ʕʷeuis i ʕueli nēʔst ʔeḱ:ums uēit:, t:o kʷ'rʕeum uoḱom uḱent:m, t:o mḱ'eʕm porom, t:o tḱmenm ʔoʔḱ:u prent:m. uēuk:t ʕʷeuis ʔiḱ:uos, ʕetḱo ʔme ḱ:ērt ʕnerm uit'ent:i ʔeḱ:ums ʕḱ'ent:m.
ueuk:nt: ʔiḱ:ues, ḱ:luti ʕʷue, ʕetḱo nsme ḱ:ērt: uit'ent:i, ʕnēr p:ot:is ʕʷuiom ʕueli sue kʷermom uesti kʷ:rneut:i, ʕʷuēi kʷ:e ʕueli neʔsti.
t:o ḱ:eḱ:luus ʕʷeuis pleʕnom pēuk't.

#### Versão revisada em 2010
Depois da separação das línguas anatólias e tocarianas:
ʕʷeuis ioi ʕulʔneʕ nēʔs ʔeḱuns ʔe uēi'd, tom 'gʷrʕeum uoǵom ueǵontm, tom m'ǵeʕm borom, tom dǵmenm ʔoʔḱu berontm. ʔe uēuk ʕʷeuis ʔeḱumus, ʕedǵo ʔmoi ḱēr'd ʕnerm ui'denti ʔeḱuns ʕe'ǵontm.
ʔe ueukn'd ʔiḱues, ḱludi ʕʷuei, ʕedǵo nsmi ḱēr'd ui'denti, ʕnēr potis ʕʷuiom ʕulʔneʕm subi gʷermom uesti kʷrneuti, ʕʷuimus kʷe ʕulʔneʕ neʔsti.
to'd ḱeḱluus ʕʷeuis pleʕnom bēu'g.

### Byrd (2013)
H₂óu̯is h₁éḱu̯ōs-kʷe
h₂áu̯ei̯ h₁i̯osméi̯ h₂u̯l̥h₁náh₂ né h₁ést, só h₁éḱu̯oms derḱt. só gʷr̥hₓúm u̯óǵʰom u̯eǵʰed; só méǵh₂m̥ bʰórom; só dʰǵʰémonm̥ h₂ṓḱu bʰered. h₂óu̯is h₁ékʷoi̯bʰi̯os u̯eu̯ked: "dʰǵʰémonm̥ spéḱi̯oh₂ h₁éḱu̯oms-kʷe h₂áǵeti, ḱḗr moi̯ agʰnutor".
h₁éḱu̯ōs tu u̯eu̯kond: "ḱludʰí, h₂ou̯ei̯! tód spéḱi̯omes, n̥sméi̯ agʰnutór ḱḗr: dʰǵʰémō, pótis, sē h₂áu̯i̯es h₂u̯l̥h₁náh₂ gʷʰérmom u̯éstrom u̯ept, h₂áu̯ibʰi̯os tu h₂u̯l̥h₁náh₂ né h₁esti".
tód ḱeḱluu̯ṓs h₂óu̯is h₂aǵróm bʰuged.